# Комсток (лунный кратер)
Кратер Комсток (лат. Comstock) — большой древний ударный кратер в северном полушарии обратной стороны Луны. Название присвоено в честь американского астронома Джорджа Комстока (1855—1934) и утверждено Международным астрономическим союзом в 1970 г. Образование кратера относится к донектарскому периоду.

## Описание кратера

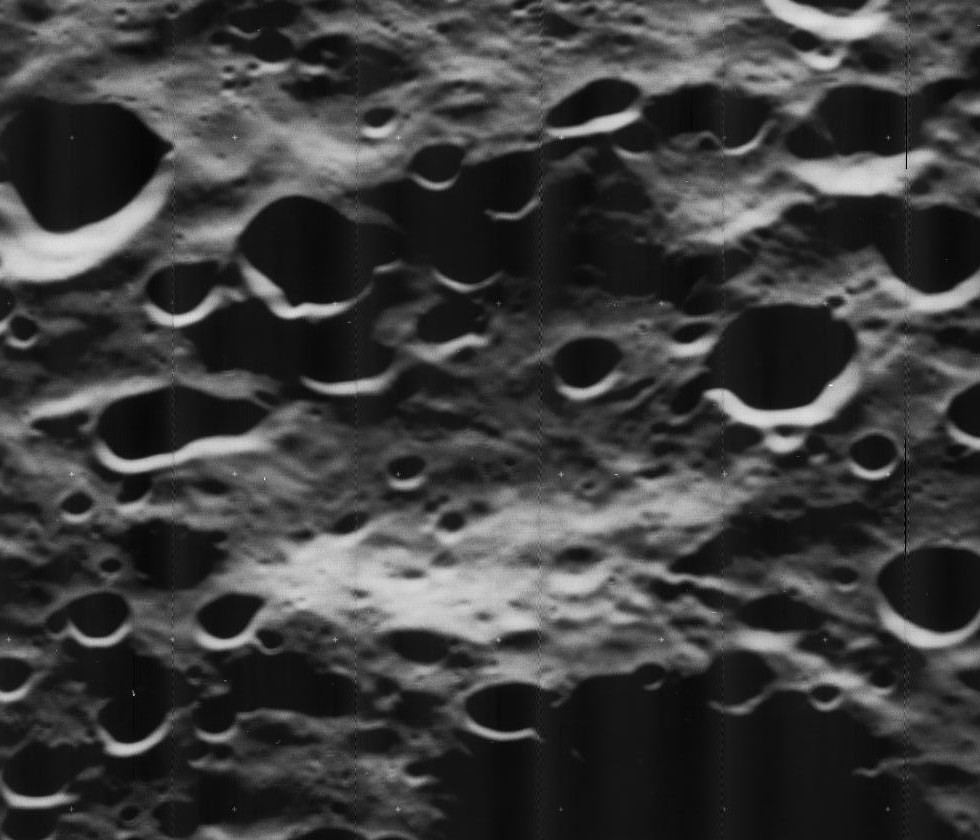
Снимок зонда Lunar Orbiter - V (север справа).

Ближайшими соседями кратера Комсток являются кратер Мак-Нелли на западе; кратер Хатанака на севере; кратер Левкипп на северо-востоке; кратер Комри на востоке; кратер Штернберг на востоке-юго-востоке; кратер Вейль на юге и кратер Ферсман на юго-западе. Селенографические координаты центра кратера 21°35′ с. ш. 122°03′ з. д. / 21,59° с. ш. 122,05° з. д., диаметр 73,2 км, глубина 2,8 км.
Кратер Комсток имеет полигональную форму, значительно разрушен за длительное время своего существования превратившись в трудно различимое понижение местности. Вал кратера и его чаша испещрены множеством небольших и мелких кратеров, наиболее заметным из которых является чашеобразный кратер в северной части вала. Дно чаши сравнительно ровное,  отмечено светлым лучом от кратера Ом.

## Сателлитные кратеры

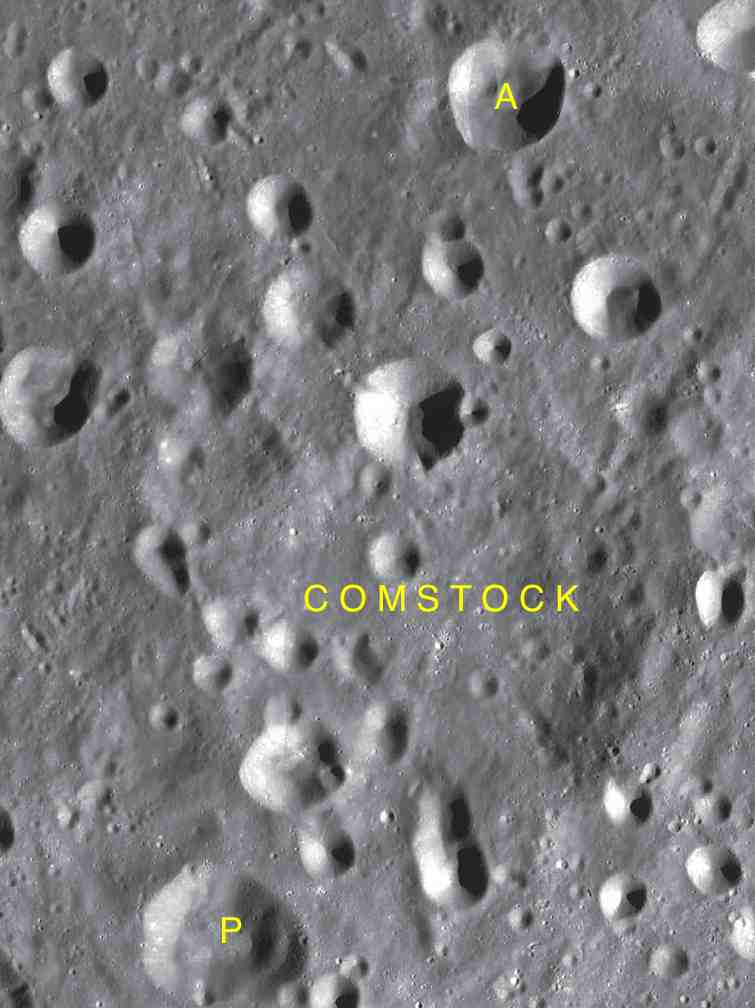
Фрагмент карты LAC-53.

| Комсток | Координаты                                              | Диаметр, км |
| ------- | ------------------------------------------------------- | ----------- |
| A       | 21°35′ с. ш. 122°03′ з. д. / 21,59° с. ш. 122,05° з. д. | 73,2        |
| P       | 19°56′ с. ш. 123°20′ з. д. / 19,94° с. ш. 123,33° з. д. | 24,4        |

## См.также
- Список кратеров на Луне
- Лунный кратер
- Морфологический каталог кратеров Луны
- Планетная номенклатура
- Селенография
- Минералогия Луны
- Геология Луны
- Поздняя тяжёлая бомбардировка